# 箭叶雨久花
箭叶雨久花（学名：[Monochoria hastata] 错误：{{Lang}}：文本有斜体标记（帮助））为雨久花科雨久花属下的一个种。